# Вьетнамская конституционная монархическая лига
Вьетна́мская конституцио́нная монархи́ческая ли́га (сокр. ВКМЛ; вьет. Liên Minh Quân Chủ Lập Hiến Đa Nguyên Việt Nam) — вьетнамская антикоммунистическая организация монархического толка, базирующаяся в США. Образована в начале 1990-х годов представителями династии Нгуен. Выступает за восстановление во Вьетнаме института конституционной монархии взамен действующего коммунистического режима. Рассматривает императора Бао Дая в качестве последнего законного правителя страны.